# Cantó de Grinhan
El cantó de Grinhan és un cantó francès del departament de la Droma, situat al districte de Niom. Té 14 municipis i el cap és Grinhan.

## Municipis
- Chamaret
- Chantamèrle de Grinhan
- Colonzelle
- Grinhan
- Le Pègue
- Montbrison-sur-Lez
- Montjoyer
- Réauville
- Roussas
- Rousset-les-Vignes
- Sant Pantaleon
- Salas
- Taulinhan
- Valaurie

| Data d'elecció                           | Identitat           | Partit               | Qualitat |
| ---------------------------------------- | ------------------- | -------------------- | -------- |
| 1949-1967                                | M. Gilles           | SFIO                 |          |
| 1967-1997                                | Alain Blanc         | Radical, després UDF |          |
| 1997-2011                                | Jean-François Siaud | PS                   |          |
| 2011-                                    | Luc Chambonnet      | Divers gauche        |          |
| les dades anteriors no són pas conegudes |                     |                      |          |